# Fricourt
Fricourt település Franciaországban, Somme megyében. Lakosainak száma 469 fő (2022. január 1.). Fricourt Bécordel-Bécourt, Bray-sur-Somme, Contalmaison, Méaulte, Ovillers-la-Boisselle és Carnoy-Mametz községekkel határos.

## Népesség
A település népességének változása:
| Lakosok száma | 505  | 499  | 507  | 490  | 490  | 490  | 492  | 481  | 469  |
|               | 2013 | 2015 | 2016 | 2017 | 2018 | 2019 | 2020 | 2021 | 2022 |